# Radio Télévision Libre des Mille Collines
Radio Télévision Libre des Mille Collines (RTLMC) va ser una emissora de ràdio ruandesa que va transmetre de 8 de juliol de 1993 al 31 de juliol de 1994. Va jugar un important rol durant el Genocidi de Ruanda durant aquest període.
El nom de l'estació ve de l'expressió en francès usada per descriure Ruanda, El país dels mil turons. Per a la seva fundació va rebre suport de Radio Rwanda, controlada pel govern, que al principi va permetre la transmissió des dels seus equips.
L'emissora, que va comptar amb una àmplia acceptació en la població general i emetia tant en francès com en kinyarwanda, va començar a emetre propaganda contra els tutsis, hutus moderats, belgues i la missió de les Nacions Unides a Rwanda (UNAMIR). La seva història es troba vinculada a la creació d'una atmosfera de racisme i odi en la nació africana que va permetre el genocidi. Un estudi d'un investigador de la Universitat Harvard estima que el 9,9% de la participació en la violència genocida es va deure a les emissions. L'estimació de l'estudi suggereix que aproximadament 51.000 morts van ser causats pels programes de l'emissora. Un document de treball publicat a la Universitat Harvard va trobar que les transmissions de RTLM eren una part important del procés de mobilització de la població, que complementava les reunions obligatòries Umuganda.

## Abans del Genocidi
I vosaltrse que viviu ... a prop de Rugunga ... sortiu. Podreu veure les cabanes de palla de les paneroles (inkotanyi) al pantà ... Crec que els que tinguin armes de foc immediatament han d'anar a les paneroles ... Encerclar-los i matar-los .."
La planificació de RTLM va començar el 1992 per hutus de línia dura, en resposta a la postura cada vegada més apartidista de Radio Rwanda i la creixent popularitat de Radio Muhabura del Front Patriòtic Ruandès. RTLM fou establer-ta l'any següent i va començar a emetre al juliol de 1993. L'estació va carregar contra els les converses de pau entre el FPR predominantment tutsi i el president Juvenal Habyarimana la família del qual va donar suport l'emissora de ràdio. va esdevenir una emissora popular, ja que oferia freqüentment seleccions musicals contemporànies, a diferència de la ràdio estatal, i ràpidament es va desenvolupar un públic fidel entre els joves ruandesos, que més tard van constituir la major part de la milícia Interahamwe.
Félicien Kabuga va estar presumptament molt involucrat en la fundació i funcionament bancari de RTLM, així com de la revista Kangura. En 1993, en una reunió de recaptació de fons per RTLM Organitzat pel MRND, Félicien Kabuga suposadament va definir públicament el propòsit de RTLM com la defensa del poder hutu.
Es considera que l'emissora promovia les profundes animositats i prejudicis de molts hutus. La retòrica de l'odi es va col·locar al costat de l'ús sofisticat de l'humor i la música popular zairesa. Sovint es referia als tutsis coma "paneroles" (exemple: "Vosaltres [tutsis] sou paneroles! Us matarem!").
Els crítics afirmen que la govern de Ruanda va fomentar l'establiment de RTLM coma "Ràdio de l'odi", eludint el fet que ells mateixos havien compromès una prohibició contra la "propaganda perjudicial per ràdio" en un comunicat de premsa conjunta amb les Nacions Unides de març de 1993 a Dar es Salaam. Tanmateix el director de RTLM Ferdinand Nahimana va afirmar que l'emissora va ser fundada principalment per contrarestar la propaganda de Radio Muhabura del Front Patriòtic Ruandès.
El gener de 1994 els missatges de l'emissora atacaren al comandant de la UNAMIR Roméo Dallaire per no impedir la prevenció de la matança d'aproximadament 50 persones en una zona desmilitaritzada de l'ONU.
Després que fos atacat l'avió presidencial de Habyarimana, el dia 6 d'abril de 1994, la RTLM es va unir al cor de veus que culpaven als rebels tutsis, i començaren a demanar una "guerra final" per "exterminar" els tutsis. La paraula clau era "talleu els arbres alts". RTLM emitia música clàssica en el moment immediatament posterior a l'estavellament 
En la pel·lícula dirigida per Terry George, Hotel Rwanda es pot observar paraula per paraula l'odi que proferien els arguments d'aquesta ràdio.

## Durant el genocidi
Durant el genocidi, la RTLM va actuar com una font per a la propaganda incitant l'odi i la violència contra els tutsis, contra els hutus partidaris de l'acord de pau, contra els hutus casats amb tutsis i advocant per l'aniquilació de tots els tutsis a Ruanda. El RTLM va informar de les últimes massacres, victòries i esdeveniments polítics d'una manera que promovia la seva agenda anti-tutsi. En un intent per deshumanitzar i degradar, la RTLM consistentment es referia als tutsis i al FPR com a escarabats durant les seves transmissions. Freqüentment tocaven música del hutu Simon Bikindi. Tenia dues cançons, Bene Sebahinzi (Fills del Pare dels Grangers), i Nanga Abahutu (Jo odio els hutus), que foren interpretades més tard com a incitació a l'odi i al genocidi.
Una de les raons principals de l'èxit de RTLM en la comunicació es va deure a que altres formes de noves fonts de notícies, com els televisors i periòdics no foren tan populars a causa de la manca de recursos. A més d'aquesta comunicació, les àrees de l'analfabetisme i la manca d'educació entre les zones més violentes durant el genocidi. Els llogarets fora de l'àrea de transmissió de RTLM nexperimentar una violència derivada dels pobles que van rebre transmissions de ràdio. S'estima que 10% de tota la violència del genocidi de Ruanda és el resultat de les transmissions de ràdio d'odi emeses per RTLM. RTLM no només va augmentar la violència general, sinó que la cobertura total de cobertura augmentà un 62-69%.
A mesura que el genocidi es duia a terme, l'exèrcit dels Estats Units va redactar un pla per embussar les emissions de RTLM, però aquesta acció mai es va dur a terme pel seu cost i les implicacions legals d'interferir amb la sobirania de Ruanda.
Quan les forces franceses van entrar a Ruanda durant Operació Turquesa, que aparentment proporcionava una zona segura per a les persones que fugien del genocidi però va ser acusat de donar suport del govern interí de majoria hutu, l'estació de RTLM de Gisenyi va cridar "Vosaltres, nenes hutu, renteu-vos i poseu-vos un bon vestit per donar la benvinguda als nostres aliats francesos. Les noies tutsis estan mortes, així que teniu la vostra oportunitat".
Quan el Front Patriòtic Ruandès (FPR) liderat pels tutsis va assumit el control del país el juliol, RTLM va agafar l'equip mòbil i va marxar al Zaire amb refugiats hutus.

## Individus associats a l'emissora
- Félicien Kabuga, "Director general"[19] o "President de l'Assemblea General d'Accionistes"[20]
- Ferdinand Nahimana, director
- Jean-Bosco Barayagwiza, cap del comitè executiu
- Gaspard Gahigi, editor en cap
- Phocas Habimana, mànager
- Georges Ruggiu, animateur
- Valérie Bemeriki, animatrice
- Kantano Habimana, animateur
- Noël Hitimana, animateur

## Conseqüències
El Tribunal Penal Internacional per a Ruanda va iniciar accions contra RTLM a partir del 23 d'octubre de 2000, amb un judici contra Hassan Ngeze, director i editor de la revista Kangura, mitjà imprès que també va incitar la matança.
El 19 d'agost de 2003, al tribunal d'Arusha (Tanzània) es van sol·licitar cadenes perpètues contra els líders de RTLM, Ferdinand Nahimana i Jean-Bosco Barayagwiza, per càrrecs de genocidi, incitació al genocidi i crims contra la humanitat abans i durant el període del genocidi de 1994.
El 3 de desembre de 2003, la cort va trobar culpables als tres imputats. Nahimana i Ngeze van ser condemnats a cadena perpètua i Barayagwiza a 35 anys de presó. La sentència d'apel·lació, emesa el 27 de novembre de 2007 va reduir les condemnes de Nahimana a 30 anys, de Barayagwiza a 32 i de Ngeze a 35, ja que el tribunal modificà les condemnes sobre determinats càrrecs.
El 14 de desembre de 2009, l'anunciant de RTLM Valérie Bemeriki va ser condemnada per un tribunal gacaca a Ruanda a cadena perpètua pel seu paper d'incitar a actes genocides.